# Hely Lopes Meirelles
Hely Lopes Meirelles (Ribeirão Preto, 5 de setembro de 1917 — São Paulo, 4 de agosto de 1990) foi um jurista, advogado, magistrado e professor brasileiro. É largamente reconhecido como um dos principais doutrinadores do direito administrativo e do direito municipal brasileiro, sendo autor de obras consideradas influentes nessas áreas.
Foi secretário do Interior, de Segurança Pública e da Justiça do Estado de São Paulo durante o governo Abreu Sodré.

## Biografia

### Formação
Meirelles nasceu em Ribeirão Preto. Quando tinha pouco mais de um ano, ficou órfão de mãe, e foi educado pelos avós paternos em uma fazenda na cidade de Fartura, no sul do Estado de São Paulo, e foi depois para a capital, realizando o curso secundário no Colégio Rio Branco, onde fez várias amizades duradouras, entre as quais o futuro governador Abreu Sodré.
Cursou a Faculdade de Direito da Universidade de São Paulo, tendo se formado em 1942. Iniciou-se na advocacia com alguns amigos e pouco depois casou-se com Consuelo Celidônio Meirelles.

### Magistratura e cargos políticos
Ingressou na magistratura do estado de São Paulo como juiz de direito em 1947. Em sua primeira comarca, Ituverava, sofreu um atentado após determinar a prisão preventiva de um rico fazendeiro, sendo gravemente ferido por três tiros disparados pelo réu. Atuou, posteriormente, nas comarcas de São Carlos e da capital paulista, e chegou a compor o Tribunal de Alçada Cível de São Paulo. Aposentou-se como magistrado em 1965.
Em 1967, foi nomeado secretário de Estado do Interior pelo governador Abreu Sodré. A equipe de seu gabinete incluiu os juristas José Afonso da Silva, Hélio Quaglia Barbosa e Adilson de Abreu Dallari. No ano seguinte foi nomeado secretário de Estado de Segurança Pública. Em 1969, mudou novamente de pasta, tornando-se secretário de Estado da Justiça, função que desempenhou até o ano seguinte. Após sua saída do governo paulista, regressou à advocacia, passando a atuar como consultor e parecerista.
Foi convidado pelo presidente Ernesto Geisel para o cargo de ministro do Supremo Tribunal Federal, porém não aceitou.

### Carreira acadêmica
Em sua carreira acadêmica, foi professor universitário em 1955 na Escola de Engenharia de São Carlos (USP), no curso de administração municipal onde, baseado nas suas aulas, escreveu os livros Legislação para Engenheiros, Arquitetos e Urbanistas (Coletânea de Leis Anotada) e Direito de Construir, editado em 1961.
Defendeu tese A Competência Estatal para o Planejamento Urbanístico em São Carlos, São Paulo em 1960, e aprovada pelo I Congresso Brasileiro de Urbanismo, realizado no Recife, em 1961.
Em 1967, já aposentado, elaborou um anteprojeto de lei orgânica do município de São Paulo. A estrutura do projeto foi adotada pelo município, e serviu de base para diversos outros municípios em todo o país.
Recebeu diversas homenagens, tanto em vida quanto póstumas. Dentro da área da Justiça, foi considerado um dos "Brasileiros do Século" em edição especial da revista Istoé.
Outra festejada obra do jurista é o livro Mandado de Segurança, com mais de 30 edições publicadas, no qual aborda outros temas de direito processual constitucional, cujas versões mais recentes têm sido atualizadas pelos professores Arnoldo Wald e Gilmar Ferreira Mendes. Assim, as sucessivas edições de todos os seus livros têm sido republicadas graças a um trabalho em conjunto de sua filha Vera Meirelles e dos atualizadores da Malheiros Editores.